# Ceratitis malgassa
Ceratitis malgassa är en tvåvingeart som beskrevs av Munro 1939. Ceratitis malgassa ingår i släktet Ceratitis och familjen borrflugor.
Artens utbredningsområde är Madagaskar. Inga underarter finns listade i Catalogue of Life.